# Augustyn Dolatkowski
Augustyn Kajetan Dolatkowski (ur. 18 września 1903 w Środzie, zm. 16 lutego 1977 w Gdyni) – lekarz wojskowy, profesor medycyny, jeden z pionierów polskiej medycyny morskiej, uczestnik obrony Wybrzeża w 1939 roku, po zakończeniu II wojny światowej twórca Katedry Medycyny Morskiej w Gdyni, doktor honoris causa Wojskowej Akademii Medycznej.

## Życiorys
Augustyn Kajetan Dolatkowski urodził się w wielkopolskiej Środzie, w rodzinie inteligenckiej. W 1922 roku zdał maturę w gimnazjum im. Bergera w Poznaniu, po czym rozpoczął studia w nowo otwartej Wojskowej Szkole Sanitarnej w Warszawie, w 1924 roku przekształconej w Oficerską Szkołę Sanitarną. Dyplom doktora wszechnauk lekarskich uzyskał na Wydziale Lekarskim Uniwersytetu Warszawskiego w 1928 roku.
Po ukończeniu studiów pracował w Szkole Podchorążych Sanitarnych oraz Szpitalu Ujazdowskim, zaś od 1932 roku służył jako porucznik lekarz w 8. pułku strzelców konnych stacjonującym w Chełmnie. W 1935 roku został przeniesiony do Marynarki Wojennej, służąc jako lekarz w Szkole Podchorążych Marynarki Wojennej w Toruniu. Specjalizował się w zakresie chorób wewnętrznych.
Odbywając w ramach służby szereg rejsów szkoleniowych, między innymi ma żaglowcu szkolnym „Iskra”, zainteresował się higieną okrętową i jej związkiem z zapobieganiem chorobom w warunkach morskich. W 1937 roku opublikował pionierską w Polsce pracę Higiena służby na okrętach. W kwietniu 1938 roku został ordynatorem Oddziału Chorób Wewnętrznych Szpitala Morskiego Marynarki Wojennej w Gdyni Oksywiu, zaś jego następcą w Szkole Podchorążych MW został kapitan Bolesław Szwaczyk.
W sierpniu 1939 roku kapitan Dolatkowski otrzymał przydział mobilizacyjny do organizacji i kierowania Szpitalem Morskim nr 2, powstającym w budynkach Szkoły Morskiej w Gdyni. W połowie września, po zajęciu Gdyni przez wojska niemieckie, został komendantem Szpitala Wojskowego w Babich Dołach, uczestnicząc w obronie Kępy Oksywskiej. Po dostaniu się do niewoli niemieckiej nadal pozostał w szpitalu, lecząc rannych i chorych. W późniejszym okresie pozostał w Gdyni w dyspozycji władz niemieckich, zajmując się organizacją opieki medycznej dla pozostałych w mieście Polaków. Deportowany w 1944 roku, uciekł i powrócił do Gdyni, gdzie przez kolejne miesiące ukrywał się przed gestapo.
Po wyzwoleniu Gdyni został mianowany naczelnikiem Wydziału Zdrowia, organizując od podstaw służbę zdrowia w mieście. W 1946 roku powrócił w szeregi Marynarki Wojennej, jako szef Służby Zdrowia MW. W 1962 roku został pracownikiem Wojskowej Akademii Medycznej w Łodzi, od 1963 roku jej profesorem nadzwyczajnym. Był organizatorem Katedry Medycyny Morskiej WAM z siedzibą w Gdyni Oksywiu. W 1969 roku przeszedł w stan spoczynku, w stopniu komandora. W 1976 roku otrzymał doktorat honoris causa swojej uczelni. 26 sierpnia 1954 został wyróżniony Odznaką „Za wzorową pracę w służbie zdrowia”.
Augustyn Dolatkowski zmarł 16 lutego 1977 roku i został pochowany na cmentarzu Witomińskim (kwatera 61-13-3). Od 1990 roku jego nazwisko nosi jedna z ulic w Gdyni Oksywiu.

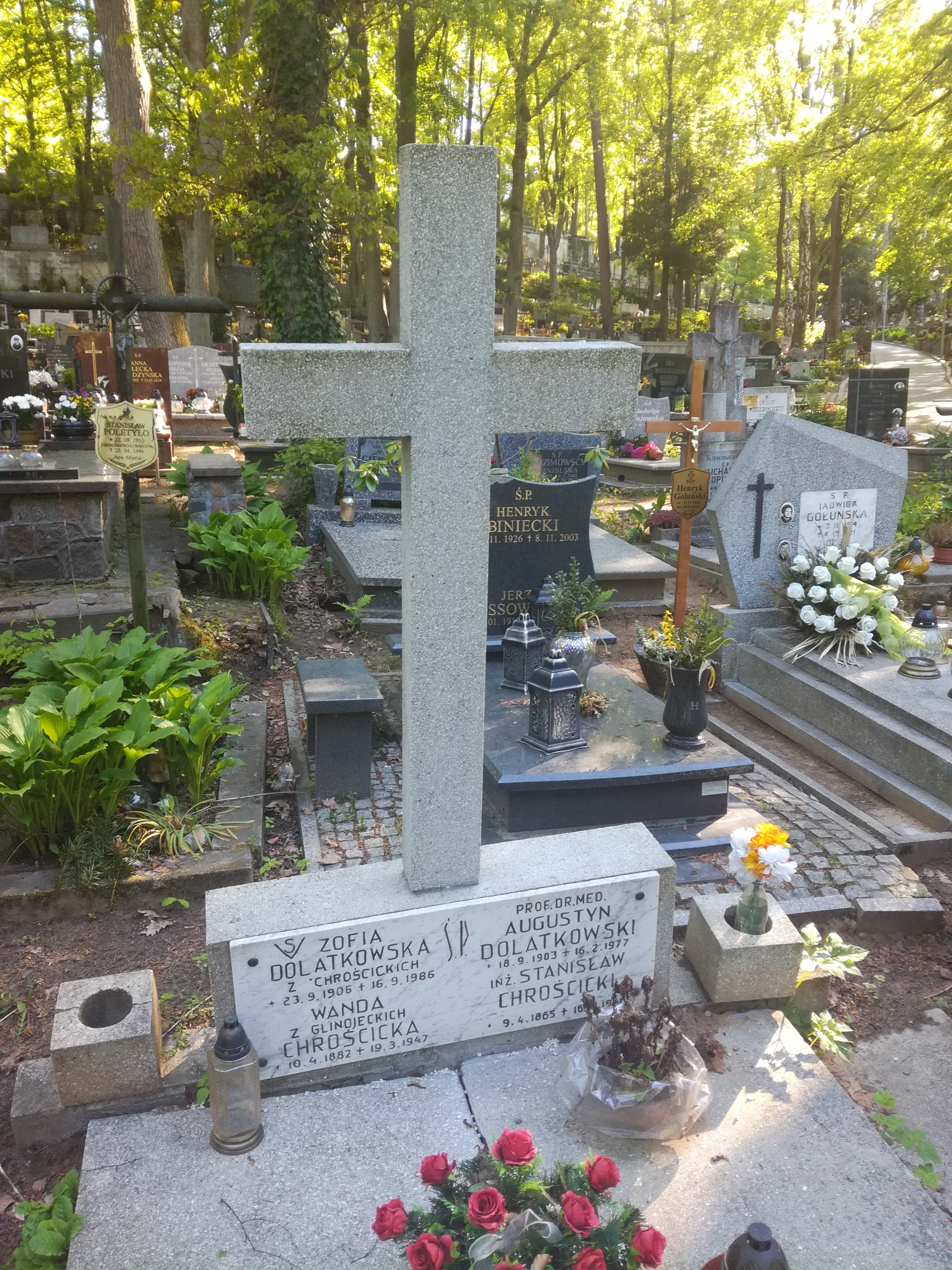
Grób komandora prof. Augustyna Dolatkowskiego na cmentarzu Witomińskim